# Langgestreckter Tanganjika-Goldcichlide
Der Langgestreckte Tanganjika-Goldcichlide (Neolamprologus longior), auch Goldbuntbarsch genannt, gehört zur Familie der Buntbarsche (Cichlidae). Seine Heimat ist der Tanganjikasee in Afrika. Sehr häufig wird er mit dem Tanganjika-Goldcichliden verwechselt.

## Verwechslungsgefahr
Früher wurde der Langgestreckte Tanganjika-Goldcichlide als Unterart des Tanganjika-Goldcichliden (Neolamprologus leleupi) angesehen und als N. leleupi longior bezeichnet. Mittlerweile ist er jedoch als eigenständige Art anerkannt. Trotzdem wird diese Art im Aquaristikhandel oft noch als Tanganjika-Goldcichlide, N. leleupi oder N. l. longior angeboten.

## Verbreitung und Lebensraum
Sie sind typische Höhlenbewohner und halten sich so vorzugsweise im versteckreichen, zerklüfteten Felslitoral auf. Der pH-Wert sowie die Gesamthärte sind dem Tanganjikasee entsprechend hoch.

## Merkmale
Der Körper von N. longior ist langgestreckt mit verhältnismäßig langen Brustflossen. Die Farbe ist ein durchgängig leuchtendes Gelb bis Orange, die Flossen (außer den Brustflossen) können einen dunklen oder hellblauen Saum haben. Im Alter lässt die leuchtende Farbe etwas nach und vor allem um das Maul setzt eine Dunkelfärbung ein. Sowohl die Iris als auch ein schmaler Streifen unter dem Auge schimmern hellblau. Die Geschlechter der Art lassen sich erst im Erwachsenenalter und am Verhalten der Tiere fest machen. Maximal erreichen die Tiere eine Größe von 9 cm. Im Vergleich zum ähnlichen Tanganjika-Goldcichliden ist der Körper deutlich gestreckter, außerdem befindet sich über den Augen kein Knick.

## Verhalten
N. longior ist ein vergleichsweise friedlicher Cichlidae, der problemlos auch mit anderen Arten vergesellschaftet werden kann. Bei einem Verhältnis von 1 Fisch je 50 Liter Aquariumwasser gibt es untereinander nur geringe Rivalitäten. Es sollte auf ein Gleichverhältnis von Männchen und Weibchen geachtet werden, da die schwächsten überzähligen Weibchen von beiden Geschlechtern bedrängt werden.
N. longior ist ein monogam lebender Höhlenbrüter. In Vorbereitung der Brutzeit beginnt das adulte Männchen eine Höhle in den feinen bis 8 mm groben Kies zu graben. Bevorzugt werden dabei Stellen, die gut überwacht werden können, z. B. zwischen größeren Steinen und Aquariumwänden. Bei gleich bleibend guter Wasserqualität zeigt sich das Weibchen nach unspektakulärer Balz des Männchens bald paarungsbereit. Die Eier werden bevorzugt an der Höhlendecke oder den Wänden abgelegt und vom Weibchen in der Höhle bewacht. Das Männchen schützt das Revier während das Weibchen durch gleichmäßige Flossenschläge der Brut frisches Wasser zufächelt.
Nach wenigen Tagen schlüpfen die Jungen und bleiben noch einige Wochen unter der Obhut des Weibchens. Die Aufzucht ist problemlos.
Um der Paarungswilligkeit des Weibchens etwas nach zu helfen, hat sich ein mehrfacher Wasserwechsel von ca. 20 % des Beckeninhaltes bewährt. Außerdem kann man die Wassertemperatur um 2–3 °C für einige Tage absenken um sie dann wieder auf Normaltemperatur zu bringen.